# Голометабола
Голомета́бола (Holometabola = Endopterygota)  — філогенетична група вищих комах, для яких характерне повне перетворення (метаморфоз). У життєвому циклі вони проходять стадії яйця, личинки, лялечки та імаго. З яйця виходить личинка, яка морфологічно, анатомічно та фізіологічно відрізняється від імаго, має більш гомономну метамерію тіла, відсутні зовнішні зачатки крил, слабше розвинені органи чуття.

## Систематика
Ряди:
| Твердокрилі           |  | Coleoptera Linnaeus, 1758  |
| Скорпіонові мухи      |  | Mecoptera                  |
| Сітчастокрилі         |  | Neuroptera Linnaeus, 1758  |
| Великокрильці         |  | Megaloptera                |
| Веслокрилі            |  | Raphidioptera              |
| Блохи                 |  | Siphonaptera               |
| Стрепсиптери          |  | Strepsiptera Kirby, 1813   |
| Перетинчастокрилі     |  | Hymenoptera Linnaeus, 1758 |
| Волохокрилі           |  | Trichoptera Kirby, 1813    |
| Лускокрилі (Метелики) |  | Lepidoptera Linnaeus, 1758 |
| Двокрилі              |  | Diptera Linnaeus, 1758     |